# NX Studio
NX Studio（エヌエックス スタジオ）は、静止画・動画活用ソフトウェアViewNX-iとRAW現像ソフトウェアCapture NX-Dを統合した、閲覧、RAW現像、編集を包括的にカバーするニコン純正のパソコン専用ソフトウェアである。
2021年3月4日に配信開始された。

## 概要
RAW現像や画像編集、動画編集が可能。ViewNX-i、Capture NX-Dユーザーが違和感なく使えるように、基本的なデザインは変更されていない。
公式に発表されている対応機種は以下の通り｡
- Z 9、Z 8、Z 7II、Z 7、Z 6II、Z 6、Z 5、Z f、Z 50、Z fc
- D1(1999 年発売)から D780(2020 年 1 月発売)までのニコンデジタル一眼レフカメラ、および D6
- V1、J1(2011 年発売)から J5(2015 年 4 月発売)までの Nikon 1 シリーズ
- COOLPIX E100(1997 年発売)から 2019 年 8 月までに発売された COOLPIX シリーズ、および COOLPIX P950
- KeyMission 360、KeyMission 170、KeyMission 80